# جونگ وو سونگ
سوجونگ وو سونگ (کره‌ای: 정우성؛ زادهٔ ۲۰ مارس ۱۹۷۳) بازیگر اهل کره جنوبی و اولین سفیر حسن نیت کره‌ای یواِن‌اِچ‌سی‌آر است. از فیلم‌هایی که وی در آن نقش داشته‌است می‌توان به قاتل مادرزاد، خوب، بد، عجیب، فرصتی برای به یاد آوردن، سلطنت قاتلان، ایلانگ: تشکیلات گرگ و حیواناتی که به کاه چنگ می‌زنند اشاره کرد.

## فیلم‌شناسی

### مجموعه تلویزیونی
| سال  | عنوان                              | نقش           | توضیحات                 | منابع |
| ---- | ---------------------------------- | ------------- | ----------------------- | ----- |
| ۱۹۹۵ | مرد آسفالت                         | کانگ دونگ سوک |                         |       |
| ۱۹۹۶ | سوپ گوشت دم گاو                    |               | درام ویژه               |       |
| ۱۹۹۶ | ۱٫۵                                | لی جانگ ووک   |                         |       |
| ۲۰۱۰ | آتنا: الهه جنگ                     | لی جونگ وو    |                         |       |
| ۲۰۱۱ | گودلایف ~آریگاتوئو، پاپا سایونارا~ | دکتر لی       | حضور افتخاری (قسمت ۶–۷) |       |
| ۲۰۱۱ | پادام پادام                        | یانگ کانگ چیل |                         |       |
| ۲۰۲۱ | تأخیر در عدالت                     | پارک سام سو   | قسمت‌های ۱۷–۲۰           | [ ۳ ] |
| ۲۰۲۳ | بگو که دوستم داری                  | چا جین وو     |                         | [ ۴ ] |